# Rivière Hunter (Île-du-Prince-Édouard)
Pour les articles homonymes, voir Hunter.
La rivière Hunter, aussi connue comme rivière Clyde, est une rivière canadienne dans le comté de Queens sur l'Île-du-Prince-Édouard. La rivière coule vers le port de North Rustico.
De sa source près de Hartsville, la rivière coule vers le nord, devient un estuaire à New Glasgow, un bras de la baie Rustico qui s'élargit graduellement à environ 750 mètres. Elle se décharge dans le golfe du Saint-Laurent. La longueur de la rivière est d'environ 13 kilomètres, avec un additionnel huit kilomètres étant un estuaire.
La rivière passe dans les communautés de Hunter River, New Glasgow et North Rustico. Il y avait déjà un traversier à la rivière Hunter et la rivière était barrée à au moins deux endroits pour faire fonctionner des usines. Les réservoirs existent encore.
Le bassin versant couvre environ 9,000 hectares (22,000 acres).
Le Hunter-Clyde Watershed Group local fut fondé en 2000 pour améliorer et conserver la santé de l'écosystème du bassin versant.

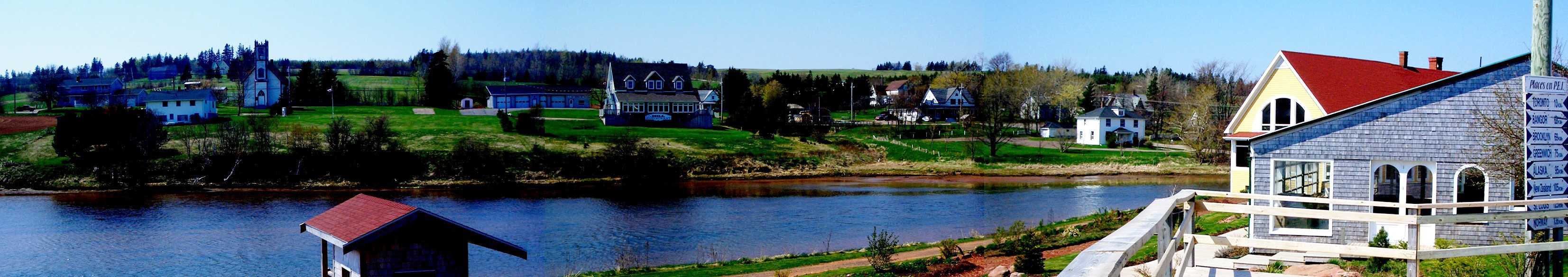
Vue panoramique de la rivière Hunter à New Glasgow